# Сент Чарлс (Ајова)
Сент Чарлс (енгл. St. Charles) град је у америчкој савезној држави Ајова. По попису становништва из 2010. у њему је живело 653 становника.

## Демографија
Према попису становништва из 2010. у граду је живело 653 становника, што је 34 (5,5%) становника више него 2000. године.
| Група             | 2000.       | 2010.       |
| Белци             | 614 (99,2%) | 625 (95,7%) |
| Афроамериканци    | 0 (0,0%)    | 11 (1,7%)   |
| Азијати           | 0 (0,0%)    | 0 (0,0%)    |
| Хиспаноамериканци | 5 (0,8%)    | 10 (1,5%)   |
| Укупно            | 619         | 653         |